# Igis
Igis és un municipi del cantó dels Grisons (Suïssa), situat al districte de Landquart.

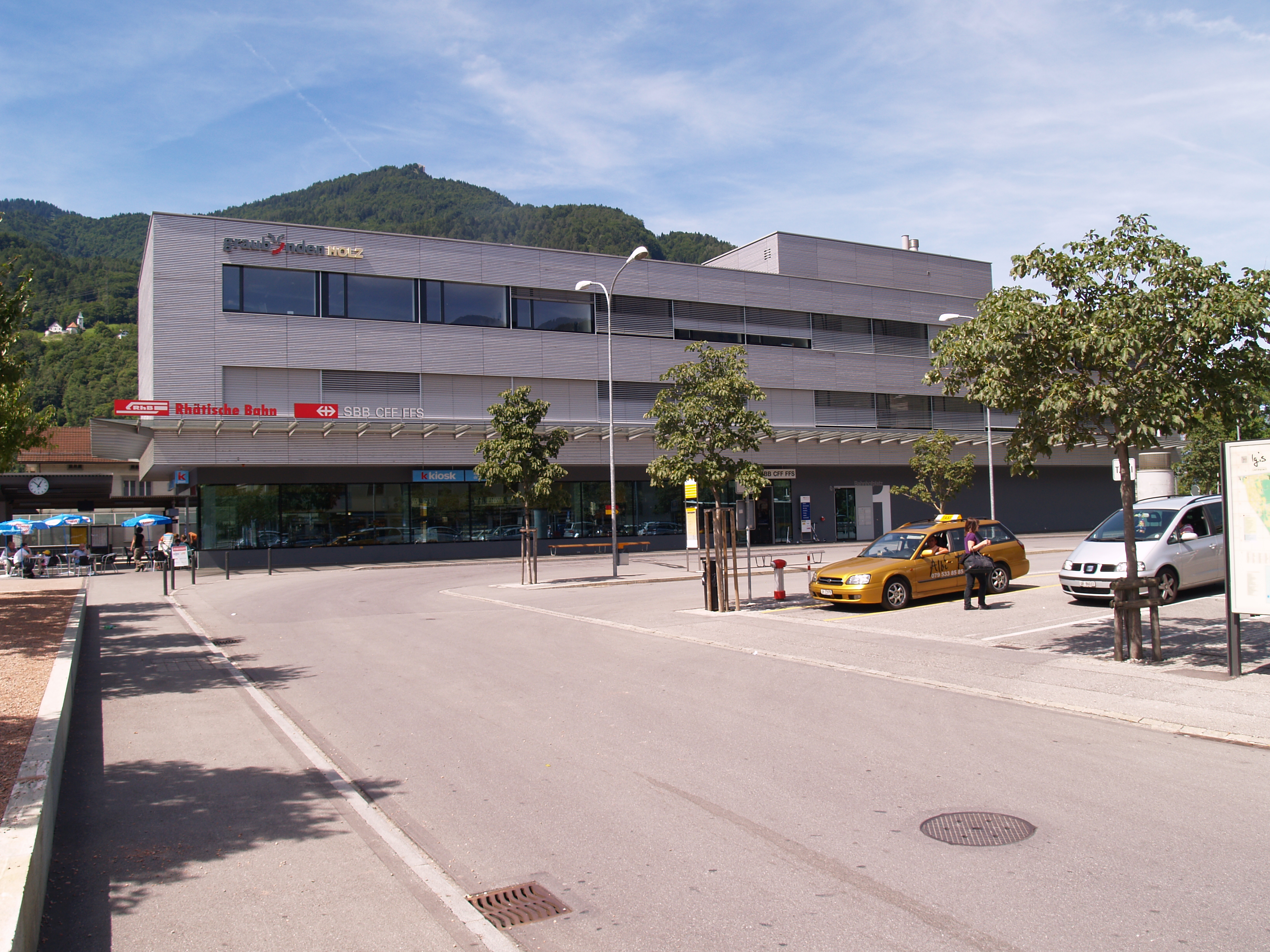
Estació de tren